# Сент-Ендрюс (стадіон)
Сент-Е́ндрюс (англ. St Andrew's) — футбольний стадіон у Бірмінгемі, Англія. Відкритий 26 грудня 1906 року товариським матчем місцевої команди «Бірмінгем» проти «Мідлсбро». Ця арена є домашньою для «синіх» вже понад століття.
Стадіон збудований для того, щоб замінити стару арену «Мунц Стріт», яка була замалою, щоб вміщувати всіх охочих. Спочатку стадіон міг приймати до 75 000 вболівальників, які розміщувалися на трибунах та довгій ненакритій терасі. Найбільша кількість глядачів була зареєстрована 11 березня 1939 року у матчі 5-го раунду Кубка Англії проти «Евертона», і склала 66 844 людей. У роки Першої світової війни поле стадіону використовувалося як полігон для тренувань солдатів Британської армії. Під час Другої світової війни стадіон сильно постраждав від бомбардувань, і «сині» були вимушені проводити свої матчі на арені історичних суперників «Астон Вілли» — Вілла Парк. У 1950-х частину трибун було демонтовано і встановлено прожекторне освітлення. Пізніше добудували маленьку трибуну та дах над терасами.
Стадіон почав занепадати, і у 80-х роках під час масових заворушень обвалилася стіна, що призвело до загибелі однієї людини. Коли прийшли нові власники, то у 1993 році почалася шестирічна реконструкція, за програмою якої стадіон позбувся стоячих місць і повністю відповідав вимогам доповіді Тейлора. Зараз повна місткість стадіону трохи перевищує 30 000. 
Сент-Ендрюс приймав матчі національної збірної Англії з футболу, півфінали Кубка Англії, та фінали менш вагомих футбольних турнірів. На стадіоні проходили змагання з інших видів спорту, серед яких регбі, бокс та ін. Також арена інколи використовується для проведення музичних концертів.